# بحيرة ميرور (نيويورك)
بحيرة ميرور، يقع الجسم المائي قليل التغذية والمحيطي والذي يسمى بحيرة ميرور في جبال آديرونداك في شمال نيويورك في الولايات المتحدة. تبلغ مساحة البحيرة حوالي 124 فدانًا (0.50 كم 2)، وتبلغ مساحتها741 فدانًا (3.00 كم 2). تم تطوير 27٪ من مساحة مستجمعات المياه، و 51٪ غابات، و 2٪ أراضي رطبة، و 20٪ مياه سطحية. يبلغ الحد الأقصى لعمق البحيرة 65 قدمًا (20 مترًا) ومتوسط عمق 14 قدمًا (4.3 مترًا). يقع في قرية بحيرة بلاسيد، بالقرب من وسط مدينة شمال إلبا في مقاطعة إسيكس.

## استعمال ترفيهي
تقع بحيرة ميرور وسط قرية هادئة، وتتمتع بالكثير من الاستعمالات الترفيهية. لا يسمح بالقوارب ذات المحركات وعربات الثلج بعبور البحيرة. فخلال فصل الصيف تشتهر بالتجديف على الألواح. في الشتاء يمكنك ركوب الزلاجة التي تجرها الكلاب على البحيرة أو لوح تزلج على مسار محمي حول محيط البحيرة. تقوم ممارسة السباحة بمسابقة الرجل الحديدي في البحيرة ويتم إنشاء ممرات السباحة خلاص فصل الصيف للسباحين.

## مراقبة البحيرة
في عام 2016، أطلقت جمعية النهر القابل للاستخدام ومعهد بولي أديرونداك لتجمعات المياه برنامجا شاملا لرصد بحيرة ميرور. تتم مراقبة البحيرة كل أسبوعين خلال موسم المياه المفتوحة وشهريًا أثناء تجمد البحيرة. خلال كل زيارة لأخذ العينات، يتم جمع عينات من المياه السطحية والقاع من أجل التحليل الكيميائي للكلوروفيل- أ والمغذيات والمعادن. بالإضافة إلى ذلك، يتم تسجيل الملامح الرأسية لدرجة الحرارة، والأكسجين المذاب، والموصلية المحددة، ودرجة الحموضة على فترات متر واحد (3.3 قدم)، عبر عمود الماء بأكمله.

## التهديدات

### ملح الطريق
تحتوي بحيرة ميرور على تركيزات عالية من الصوديوم والكلوريد نتيجة ممارسات إزالة الجليد الشتوية على الطرق والأرصفة المحيطة بالبحيرة. مستويات الملح أعلى من 97٪ من البحيرات الأخرى التي تم مسحها كجزء من برنامج تقييم بحيرة آديرونداك.  تركيز كلوريد المياه السطحية (47.8 مجم / لتر) أعلى بـ 239 مرة من متوسط بحيرات آديرونداك غير المتأثرة بملح الطريق. بالإضافة إلى ذلك، تعاني بحيرة ميرور من تراكم المياه المالحة في قاع البحيرة نتيجة لمياه العواصف المباشرة. تم تسجيل تركيزات كلوريد قاع البحيرة البالغة 125 مجم / لتر، أو أعلى بمقدار 520 مرة أعلى من البحيرات التي لم تتأثر بملح الطريق.

### أكسجين منخفض الذائب
الأكسجين الذائب في المياه العميقة مهم للحفاظ على مصادر المياه الباردة الصحية، خاصة بحيرة تروات المحلية. تعاني بحيرة ميرور من انخفاض الأكسجين المذاب في قاع البحيرة خلال أشهر الصيف.  في حين أن هذه الظاهرة طبيعية في بعض البحيرات، إلا أن الأبحاث الجارية على هذه البحيرة تسعى لتحديد ما إذا كان استخدام الأراضي وجريان مياه الأمطار يؤديان إلى تكاثر الأكسجين المنخفض والمذاب في البحيرة.

## روابط خارجية
- الموقع الرسمي